# Juliet Stevenson
Juliet Stevenson (Kelvedon, 30 ottobre 1956) è un'attrice britannica.

## Biografia
Secondo Who's Who on Television (edizione del 1982), ha frequentato la scuola indipendente St. Catherine's School, a Bramley, vicino Guildford (Surrey) e successivamente la Royal Academy of Dramatic Art (RADA). Ha iniziato la carriera in palcoscenico nei primi anni ottanta con la Royal Shakespeare Company.
Anche se è diventata famosa per l'attività di attrice per la televisione, Stevenson ha spesso preso parte a programmi radiofonici per la BBC. Ha ricoperto il ruolo da protagonista nel film Il fantasma innamorato (1990), ed è apparsa poi in Emma (1996), Sognando Beckham (2002) e Mona Lisa Smile (2003). Ha recitato in The Last Hangman (2006), Infamous - Una pessima reputazione (2006) come Diana Vreeland e Complicità e sospetti (2006) come Rosemary, la terapeuta.

## Filmografia

### Cinema
- Giochi nell'acqua (Drowning by Numbers), regia di Peter Greenaway (1988)
- Ladder of Swords, regia di Norman Hull (1990)
- The March, regia di David Wheatley (1990)
- Il fantasma innamorato (Truly, Madly, Deeply), regia di Anthony Minghella (1990)
- The Trial, regia di David Jones (1993)
- Il rapimento segreto (The Secret Rapture), regia di Howard Davies (1993)
- Emma, regia di Douglas McGrath (1996)
- The Search for John Gissing, regia di Mike Binder (2001)
- Food of Love - Il voltapagine (Food of Love), regia di Ventura Pons (2002)
- Sognando Beckham (Bend It Like Beckham), regia di Gurinder Chadha (2002)
- The One & Only - È tutta colpa dell'amore (The One and Only), regia di Simon Cellan Jones (2002)
- Nicholas Nickleby, regia di Douglas McGrath (2002)
- Mona Lisa Smile, regia di Mike Newell (2003)
- La diva Julia - Being Julia (Being Julia), regia di István Szabó (2004)
- The Last Hangman, regia di Adrian Shergold (2005)
- Red Mercury, regia di Roy Battersby (2005)
- Infamous - Una pessima reputazione (Infamous), regia di Douglas McGrath (2006)
- Complicità e sospetti (Breaking and Entering), regia di Anthony Minghella (2006)
- And When Did You Last See Your Father?, regia di Anand Tucker (2007)
- A Previous Engagement, regia di Joan Carr-Wiggin (2008)
- Moonacre - I segreti dell'ultima luna (The secrets of Monacre), regia di Gábor Csupó (2008)
- Fiore del deserto (Desert Flower), regia di Sherry Hormann (2009)
- Triage, regia di Danis Tanović (2009)
- Diana - La storia segreta di Lady D (Diana), regia di Oliver Hirschbiegel (2013)
- Le lettere di Madre Teresa (The Letters), regia di William Riead (2014)
- Departure, regia di Andrew Steggall (2015)
- Let Me Go, regia di Polly Steele (2017)

### Televisione
- I Mallen (The Mallens) – serie TV, 6 episodi (1979)
- Maybury – serie TV, 3 episodi (1981)
- Bazaar and Rummage, regia di Richard Stroud – film TV (1983)
- Crown Court – serie TV, 1 episodio (1984)
- Freud, regia di Moira Armstrong – miniserie TV (1984)
- Pericles, Prince of Tyre, regia di David Hugh Jones – film TV (1984)
- Oedipus at Colonus, regia di Don Taylor – film TV (1984)
- The Theban Plays by Sophocles – serie TV, 2 episodi (1986)
- La storia della vita (Life Story), regia di Mick Jackson – film TV (1987)
- Screenplay – serie TV, 1 episodio (1988)
- Screen Two – serie TV, 2 episodi (1988-1991)
- This Is David Lander – serie TV, 1 episodio (1989)
- Living with Dinosaurs, regia di Paul Weiland – film TV (1989)
- The Jim Henson Hour – serie TV, 1 episodio (1990)
- 4 Play – serie TV, 1 episodio (1991)
- Performance – serie TV, 1 episodio (1992)
- Verdi, regia di Barrie Gavin – film TV (1994)
- The Politician's Wife – serie TV, 3 episodi (1995)
- Stone, Scissors, Paper, regia di Stephen Whittaker – film TV (1997)
- Cider with Rosie, regia di Charles Beeson – film TV (1998)
- Trial by Fire, regia di Patrick Lau – film TV (1999)
- The Road from Coorain, regia di Brendan Maher – film TV (2002)
- The Pact, regia di Peter Werner – film TV (2003)
- Hear the Silence, regia di Tim Fywell – film TV (2003)
- If... – serie TV, 1 episodio (2004)
- The Snow Queen, regia di Julian Gibbs – film TV (2005)
- Miss Marple (Agatha Christie's Marple) – serie TV, episodio 3x02 (2007)
- 10 Days to War – serie TV, 1 episodio (2008)
- Place of Execution – serie TV, 3 episodi (2008)
- Dustbin Baby, regia di Juliet May – film TV (2008)
- Law & Order: UK – serie TV, 1 episodio (2010)
- Accused – serie TV, 1 episodio (2010)
- Lewis – serie TV, 1 episodio (2011)
- The Hour – serie TV, 4 episodi (2011)
- White Heat – serie TV, 6 episodi (2012)
- The Village – serie TV, 6 episodi (2013)
- Atlantis – serie TV (2013-2015)
- Enfield - Oscure presenze (The Enfield Haunting) – miniserie TV (2015)
- One of Us/Retribution – miniserie TV (2016)
- Riviera – serie TV, 10 episodi (2019)
- Delitti in Paradiso - Feste con delitto (Death in Paradise: Christmas Special), regia di Ben Kellett – film TV (2021)
- L'uomo che cadde sulla Terra (The Man Who Fell to Earth) – serie TV, episodi 1x04-1x08 (2022)
- Professor T. – serie TV, 15 episodi (2022-2025)
- Secret Invasion, regia di Ali Selim – miniserie TV, puntata 2 (2023)
- Wolf, regia di Lee Haven Jones e Kristoffer Nyholm – miniserie TV (2023)
- A Cruel Love: The Ruth Ellis Story, regia di Lee Haven Jones – miniserie TV (2025)

### Doppiaggio
- The World of Eric Carle – serie TV (1993)
- L'isola del tesoro (The Legends of Treasure Island), regia di Dino Athanassiou – serie TV, 8 episodi (1993)
- Canto di Natale - Il film (Christmas Carol: The Movie), regia di Jimmy T. Murakami (2001)
- Regine del mistero (Queens of Mystery) – serie TV (2019-in corso)

## Teatro
- Misura per misura di William Shakespeare. Royal Shakespeare Theatre di Stratford-upon-Avon (1977), Aldwych Theatre (1979)
- La tempesta di William Shakespeare. Royal Shakespeare Theatre di Stratford-upon-Avon (1978)
- Antonio e Cleopatra di William Shakespeare. Royal Shakespeare Theatre di Stratford-upon-Avon (1978), Aldwych Theatre di Londra (1979)
- Ippolito di Euripide. The Other Place di Stratford-upon-Avon (1978), Donmar Warehouse di Londra (1979)
- La bisbetica domata di William Shakespeare. Theatre Royal di Newcastle upon Tyne, Aldwych Theatre di Londra (1979)
- Enrico IV, parte I di William Shakespeare. Royal Shakespeare Theatre di Stratford-upon-Avon e tour (1980)
- Enrico IV, parte II di William Shakespeare. Royal Shakespeare Theatre di Stratford-upon-Avon e tour (1980)
- Sogno di una notte di mezza estate di William Shakespeare. Royal Shakespeare Theatre di Stratford-upon-Avon (1981) e Barbican Centre di Londra (1982)
- La strega di Edmonton di Thomas Dekker, William Rowley e John Ford. di William Shakespeare. Royal Shakespeare Theatre di Stratford-upon-Avon (1981)
- Misura per misura di William Shakespeare. Royal Shakespeare Theatre di Stratford-upon-Avon, Barbican Centre di Londra (1983), Theatre Royal di Newcastle (1984)
- Come vi piace di William Shakespeare. Royal Shakespeare Theatre di Stratford-upon-Avon (1984), Barbican Centre di Londra (1985)
- Troilo e Cressida di William Shakespeare. Royal Shakespeare Theatre di Stratford-upon-Avon, Barbican Centre di Londra (1985)
- Les Liaisons Dangereuses di Christopher Hampton. The Other Place di Stratford-upon-Avon, Barbican Centre (1985)
- Yerma di Federico García Lorca. National Theatre di Londra (1987)
- Hedda Gabler di Henrik Ibsen. National Theatre di Londra (1989)
- Burn This di Lanford Wilson. Lyric Theatre di Londra (1990)
- La morte e la fanciulla di Ariel Dorfman. Royal Court Theatre di Londra (1991)
- Scene da un'esecuzione di Howard Barker. Mark Taper Forum di Los Angeles (1993)
- La duchessa di Amalfi di John Webster. Greenwich Theatre di Londra, Theatre Royal di Bath (1994)
- Il cerchio di gesso del Caucaso di Bertolt Brecht. National Theatre di Londra (1997)
- Vite in privato di Noël Coward. National Theatre di Londra (1999)
- A Little Night Music, libretto di Hugh Wheeler, colonna sonora di Stephen Sondheim. New York City Opera di New York (2003)
- Il gabbiano di Anton Čechov. National Theatre di Londra (2006)
- Duet for One di Tom Kempinski. Almeida Theatre e Vaudeville Theatre di Londra (2010)
- Giorni felici di Samuel Beckett. Young Vic di Londra (2015)
- Amleto di William Shakespeare. Almeida Theatre e Harold Pinter Theatre di Londra (2017)
- Maria Stuart di Friedrich Schiller. Almeida Theatre (2016), Duke of York's Theatre di Londra (2017)
- The Doctor di Robert Icke. Almeida Theatre e Duke of York's Theatre di Londra (2020), Park Avenue Armory di New York (2023)
- The Handmaid's Tale, libretto diPaul Bentley, partitura di Poul Ruders. London Coliseum di Londra (2024)

## Doppiatrici italiane
Nelle versioni in italiano dei suoi film, Juliet Stevenson è stata doppiata da:
- Roberta Paladini in Complicità e sospetti, Triage, Diana - La storia segreta di Lady D
- Ludovica Modugno in Sognando Beckham, Atlantis
- Anna Rita Pasanisi in Emma
- Germana Dominici in Giochi nell'acqua
- Silvana Fantini in Food of Love - Il voltapagine
- Laura Boccanera ne La diva Julia - Being Julia
- Rita Savagnone in Infamous - Una pessima reputazione
- Valeria Perilli in Moonacre - I segreti dell'ultima luna
- Cristina Boraschi in Miss Marple
- Lucia Valenti in Enfield - Oscure presenze
- Roberta Greganti ne Le lettere di Madre Teresa
- Alessandra Korompay in Riviera
- Melina Martello ne L'uomo che cadde sulla Terra
- Angiola Baggi in Secret Invasion